# Pierre Dumas (homme politique, 1875-1960)
Pour les homonymes, voir Pierre Dumas. Pour les autres personnes portant ce nom, voir Dumas.
Pierre Dumas, né le 20 mars 1875 à Mèze et mort le 25 janvier 1960 à Conflans-Sainte-Honorine, est un ouvrier tailleur d'habits et militant syndicaliste et anarchiste qui évolue vers le socialisme, puis le royalisme et enfin le fascisme durant l'Entre-deux-guerres.

## Biographie

### Son engagement anarchiste
Son premier engagement connu se fait au sein du Parti ouvrier socialiste révolutionnaire. Lorsqu'il s'installe en Suisse, il s'investit syndicalement aux côtés de Louis Bertoni et devient président du syndicat des tailleurs de Genève en 1900. Un an plus tard, il devient vice-président de la Fédération des syndicats ouvriers genevois.

### Du syndicalisme au socialisme
En 1912, Pierre Dumas fréquente la fédération de l’Habillement au congrès de la CGT dont il devient le secrétaire et lutta favorablement pour l'engagement syndical féminin.
Lorsque la Première Guerre mondiale éclate, Pierre Dumas est réformé en raison d'une claudication. Il adhère ensuite au Parti socialiste au groupe du Père-Lachaise « dont il devient un des principaux animateurs ».

### De L'Action française au Faisceau
Fin 1921 ou début 1922, il adhère à l'Action française et devient notamment rédacteur à l'Action française économique et sociale. En 1923, il participe à l'Union des corporations françaises au succès très mince avec Georges Valois. Pierre Dumas suit ce dernier lorsqu'il décide de fonder Le Faisceau, premier mouvement fasciste français.